# شلبینا (میزوری)
شلبینا (به انگلیسی: Shelbina) یک شهر در ایالات متحده آمریکا است که در شهرستان شل‌بای، میزوری واقع شده‌است. شلبینا ۶٫۰۶ کیلومتر مربع مساحت و ۱٬۷۰۴ نفر جمعیت دارد و ۲۳۷ متر بالاتر از سطح دریا واقع شده‌است.